# Saint-Paterne - Le Chevain
Saint-Paterne - Le Chevain è un comune francese di 2.113 abitanti situato nel dipartimento della Sarthe nella regione dei Paesi della Loira.
È stato costituito il 1º gennaio 2017 dalla fusione dei comuni di Saint-Paterne e Le Chevain.

## Società

### Evoluzione demografica
Abitanti censiti